# NGC 3504
NGC 3504 ist eine aktive Balken-Spiralgalaxie mit ausgedehnten Sternentstehungsgebieten vom Hubble-Typ SBab im Sternbild Leo Minor am Nordsternhimmel. Sie ist schätzungsweise 67 Millionen Lichtjahre von der Milchstraße entfernt und hat einen Durchmesser von etwa 55.000 Lj.

Im selben Himmelsareal befinden sich u. a. die Galaxien NGC 3493, NGC 3510, NGC 3512, NGC 3515.
Die Supernovae SN 1998cf und SN 2001ac (Typ-IIn?) wurden hier beobachtet.
Das Objekt wurde am 11. April 1785 von Wilhelm Herschel entdeckt.

## NGC 3504-Gruppe (LGG 227)
| Galaxie   | Alternativname | Entfernung/Mio. Lj |
| --------- | -------------- | ------------------ |
| NGC 3504  | PGC 31533      | 67                 |
| NGC 3380  | PGC 32287      | 70                 |
| NGC 3400  | PGC 32499      | 63                 |
| NGC 3414  | PGC 32533      | 64                 |
| NGC 3418  | PGC 32549      | 55                 |
| NGC 3451  | PGC 32754      | 58                 |
| NGC 3512  | PGC 33432      | 60                 |
| PGC 32368 | UGC 5921       | 61                 |
| PGC 32532 | UGC 5958       | 51                 |